# Persécution des chrétiens en Chine
La persécution des chrétiens en Chine désigne une série d'actions commises contre les chrétiens en raison de leur foi.

## Christianisme en Chine
Le christianisme arriva en Chine sous sa version nestorienne grâce à la route de la soie à partir du VIIe siècle. À partir de 1289, les franciscains commencèrent une activité missionnaire qui fut stoppée par le gouvernement Ming au début du XIVe siècle. À partir de 1552, les jésuites organisèrent eux aussi des missions. L'un d'eux, Matteo Ricci, passa sa vie en Chine et créa l’Église chinoise en 1605. En 1773, le Pape arrête leur mission car ils sont considérés comme une secte dangereuse. Après la guerre de l'opium, les protestants se joignent aux catholiques et continuent leur mission. En 1900 se produit la rébellion des Boxers  qui provoque l’exécution de plus de 30 000 chrétiens chinois et 300 missionnaires. Sous le régime communiste, le christianisme est prohibé, et les chrétiens sont une cible privilégiée du Parti Communiste, notamment à la suite de la révolution culturelle orchestrée sous l'autorité du dirigeant chinois Mao Zedong. Cependant, il redevient légal en 1978. Cependant, cette autorisation ne concerne que les églises patriotiques sous le contrôle du gouvernement. Le nom donné à ces église est l’Église des trois autonomies.

## Pendant la révolte des boxers
Lors de la révolte des boxers, les chinois chrétiens étaient assimilés aux puissances occidentales. Nombre d'entre eux ont été tués par les révoltés,.

## Depuis 1978
Lors de l'ouverture du pays en 1978, cinq religions ont été reconnues officiellement : taoïsme, islam, catholicisme, protestantisme, et bouddhisme,.

## Les différentes sortes d’églises
En Chine, les églises chrétiennes officielles coexistent avec les églises de maison (clandestines).

## Loi chinoise
Selon l'Observatoire de la liberté religieuse, la constitution accorde en théorie la liberté de religion, mais celle-ci ne doit pas interférer avec le parti communiste chinois.

## Filmographie
- Bambou en hiver, édition Portes-Ouvertes, 58 minutes
- The Cross, Jesus in China, China Soul for Christ Foundation, 4 heures